# Причали
«Причали» («Причалы») — радянський художній фільм 1987 року, знятий режисером Анатолієм Петрицьким на кіностудії «Мосфільм».

## Сюжет
Розповідь про молодого рибалку, вихованця дитячого будинку, який внаслідок курйозної випадковості потрапляє на рибальський траулер «Даурія» і завдяки своєму відкритому і доброму характеру швидко входить у дружну родину рибалок.

## У ролях
- Євген Леонов-Гладишев — Гриша Зароков
- Світлана Копилова — Віра Бусигіна, симпатична дівчина-штукатур
- Ольга Сошникова — Тося
- Тетяна Агафонова — Катерина, дівчина, що так і не стала нареченою Гриши
- Алла Каунієтене — «Зубатка», вона ж Клара Веніяминівна з управління
- Геннадій Корольков — Федір Степанович Дьомін, боцман із траулера «Даурія»
- Олександр Январьов — Степан Ступаков, матрос з «Даурії»
- Альоша Комаров — Сергій
- Олександр Берда — міліціонер
- Дмитро Полонський — хлопець
- Анатолій Вєдьонкін — матрос з «Даурії»
- Володимир Ємельянов — матрос з «Даурії»
- Лідія Єжевська — «Брижит Бардо» з плавучою рибальською базою
- Тетяна Кличановська — мати Катерини
- Володимир Кузнецов — матрос з «Даурії»
- А. Лебедєв — епізод
- Григорій Маліков — епізод
- Ю. Марков — епізод
- Є. Молоткова — епізод
- Василь Петренко — матрос
- В. Плотников — епізод
- Рашид Тугушев — епізод
- Володимир Ферапонтов — Володимир Петрович, капітан «Даурії»
- Сергій Чекан — епізод
- Надія Матушкіна — епізод
- Наталія Гурзо — епізод
- Ангеліна Греєр — дружина моряка

## Знімальна група
- Режисер — Анатолій Петрицький
- Сценарист — Геннадій Воронін
- Оператор — Володимир Боганов
- Композитор — Євген Дога
- Художник — Петро Кисельов